# Zabrodzie Silnickie
Zabrodzie Silnickie – przysiółek wsi Silnica w Polsce, położony w województwie łódzkim, w powiecie radomszczańskim, w gminie Żytno.
W latach 1975–1998 przysiółek administracyjnie należał do województwa częstochowskiego.